# 益田孫槌
益田 孫槌（ますだ まごつち、生没年不詳）は、江戸時代末期から明治時代初期の長州藩重臣。寄組問田益田家（4096石）8代。父は益田元固。兄弟には三吉周亮、口羽良介がいる。

## 生涯
長州藩重臣益田元固の嫡男として生まれる。藩主毛利慶親（敬親）の側近となり、藩政の枢機に関わった。
元治元年12月20日（1864年1月17日）、功山寺に挙兵した高杉晋作率いる諸隊に同行していた三条西季知・四条隆謌の両卿が伊佐から萩へ向かおうとした際に、幕府の監察使が萩に来ていたため、諸隊が両卿の護衛として萩城下に入ると幕府の監察使と戦いになり、両卿の身の安全も保障されないとして、藩主敬親の名代である益田孫槌が重ねて両卿の出萩を拒んだ。
慶応2年（1866年）の第二次長州征討時には芸州口で幕府軍と戦う。
明治3年（1870年）における廃藩直前の問田益田家の陪臣の家臣団は、家老（3家）、家士上等（14家）、家士中等（12家）、家士下等（57家）、小組（30家）の116家が存在していた。